# Sinan-beg Boljanić
Sinan-beg Boljanić (Boljanići, umro 1582.), visoki bosanski dužnosnik u osmansko doba.
Rođen je u selu Boljanićima koje se nalazi između Pljevlja i Čajniča. Iz nekoliko uglednih obitelji iz Stare Hercegovine koja se tek koju generaciju prije njegova rođenja islamizirala. Otac mu Bajram-aga bio je sitni seoski gospodar. Sinan je imao trojicu braće, Huseina, Aliju i Dauta te dvije sestre Maksumu i Zulkadu.
Bio je sandžak-beg bosanskog i hercegovačkog ejaleta (od 1562. , u nekoliko navrata). Bio je zet Mehmed-paše Sokolovića, čiju je sestru oženio to mu je donijelo uspon u državnoj hijerarhiji. Najveći dobročinitelj u povijesti Čajniča. Dao je podići džamiju (1570.), tekiju, karavansaraj i musafirhanu uz koje je poslije nastala Sinan-pašina mahala. Zaslužan je što su izgrađena 22 dućana, dva mlina na Janjini, mostovi, mesdžidi, hamami i ostali objekti. Beg Boljanić poslije je dobio naslov paše. Njegov brat, Husein-paša Boljanić u Pljevljima je također izgradio džamiju. 
Mezar mu je u dvorištu džamije, gdje je i grobnica supruge mu Šemse-kadune, a potomcima su turbeta izvan harema džamije.